# 2002년 1월
| 2002년: 1월 · 2월 · 3월 · 4월 · 5월 · 6월 · 7월 · 8월 · 9월 · 10월 · 11월 · 12월 |

| <            | 2002년 1월 | 2002년 1월   | 2002년 1월 | 2002년 1월 | 2002년 1월 | >          |
| 일           | 월         | 화           | 수         | 목         | 금         | 토         |
|              |            | 1 11.18 기사 | 2 19 경오  | 3 20 신미  | 4 21 임신  | 5 22 계유  |
| 6 23 갑술    | 7 24 을해  | 8 25 병자    | 9 26 정축  | 10 27 무인 | 11 28 기묘 | 12 29 경진 |
| 13 12.1 신사 | 14 2 임오  | 15 3 계미    | 16 4 갑신  | 17 5 을유  | 18 6 병술  | 19 7 정해  |
| 20 8 무자    | 21 9 기축  | 22 10 경인   | 23 11 신묘 | 24 12 임진 | 25 13 계사 | 26 14 갑오 |
| 27 15 을미   | 28 16 병신 | 29 17 정유   | 30 18 무술 | 31 19 기해 |            |            |

| === 부고 === 1월 6일 야구선수 이승엽 결혼식 편집하기 |

## 2002년1월 29일
- 조지 W. 부시 미국 대통령이 2002년 첫 국정연설에서 조선민주주의인민공화국과 이라크, 이란을 '惡(악)의 軸(축)'으로 지목하다.

## 2002년1월 3일
- 유로화 발행 3일만에 독일과 아일랜드 등에서 위조된 유로화가 대량 발견되었다.

## 2002년1월 1일
- 유로화가 공식 통용되었다.